# Halszka
 Halszka – imię żeńskie, powstałe jako zdrobnienie pochodzącego z języka hebrajskiego imienia Elżbieta, pochodzące bardziej bezpośrednio od dawnej formy Halżbieta (przez: Halżka).
Halszka imieniny obchodzi według jednych źródeł 2 marca, według innych – razem z Elżbietą.

## Osoby noszące imię Halszka
- Halszka Osmólska – paleontolożka
- Halszka Wasilewska – dziennikarka telewizyjna

Jako Halszka Ostrogska jest także znana Elżbieta Ostrogska. 
Od imienia Halszki Osmólskiej pochodzi nazwa rodzajowa dinozaura: Halszkaraptor.